# Nicolaaskerk (Heino)
De Nicolaaskerk in het Overijsselse Heino is een hervormde kerk die in de 19e eeuw is gebouwd in waterschapsstijl. Het in het register van rijksmonumenten opgenomen gebouw is een van de weinige waterstaatskerken van Overijssel.

## Bouwgeschiedenis
De eerste vermelding van Heino en een daar aanwezige kerk is te vinden in een oorkonde van de Utrechtse bisschop Otto van Holland uit 1236. Volgens deskundigen moet dit een houten kapel geweest zijn. Rond 1400 werd dit kapelletje vervangen door een stenen gebouw met toren. In 1867 werd het oude kerkgebouw gesloopt, maar de toren bleef. De eerste steen van de huidige zaalkerk werd gelegd op 27 april 1867. De orgelkast en het grotendeels oorspronkelijke interieur met bankenplan en preekstoel dateren uit die tijd. 

## Toren
De toren bestaat uit vier geledingen en heeft een tentdak. In de vierde geleding bevinden zich spitsboogvormige galmgaten. De spitsboogvormige ingang bevindt zich in een eveneens in een spitsboog uitgevoerde nis. Eind 19e eeuw werd de toren door blikseminslag getroffen. Het dak werd vernield en er ontstond een grote scheur. Op 12 april 1945, bij de bevrijding van Heino, werd de toren zwaar beschadigd door de Canadese artillerie. Het jaar daarop werd de schade hersteld.